# Euxoa fuscigera
Euxoa fuscigera là một loài bướm đêm trong họ Noctuidae.